# Prabumulih I
Prabumulih I is een bestuurslaag in het regentschap Musi Rawas van de provincie Zuid-Sumatra, Indonesië. Prabumulih I telt 1438 inwoners (volkstelling 2010).